# Стјепан Мусулин
Стјепан Мусулин (1885 — 1969), рођен у Сремској Митровици, био је хрватски и југословенски лингвиста, компаративни слависта, филолог, лексикограф и преводилац. Писао је и приказе и есеје.
Преводио је са пољског и чешког језика. Једна је од најзаслужнијих особа за развој бохемистике на југословенским просторима.
Студирао је у Кракову, Прагу и Загребу.
Био је први лектор чешког језика на Филозофском факултету у Загребу када је кренула редовна настава чешког језика у академској години 1918/1919. На том радном месту био је све до 1935. године.
Упоредо је радио и у класичној гимназији у Загребу, у којој је био директор од 1922. до 1939. године.
У истом раздобљу је написао своју граматику чешког језика.
Од 1948. до 1958. био је директор Института за језик и књижевност Југославенске академије знаности и умјетности у Загребу.
1950. је постао дописни, а 1953. и пуноправни члан ЈАЗУ.
Његов есејистички опус има за теме чешке ауторе као што су Томаш Масарик, Јожеф Сватоплук Мачар, Лангер и др.
Отац је пијанисткиње Бранке Мусулин.

## Дела
Био је уредник неколико ЈАЗУ-ових издања, као што су:
- Хрватска књижевност од Препорода до стварања Југославије, 1954., 1964.
- Рјечник хрватскога или српскога језика (један од уредника)

Приредио је уџбеник Чешка граматика и упута у чешко трговачко дописивање из 1924.
Преводио је дела пољских аутора (Стефана Жеромског, Михала Русинека, Болеслава Пруса) и чешких аутора (пре свих поменутог Томаша Масарика).
Од познатијих стручних дела издвајају се Пољаци у Гундулићеву „Осману, Навезак р и глагол радити, Хрватска и српска лексикографија.
Аутор је уџбеника Граматика хрватскосрпскога језика за IV. разред средњих школа из 1928.